# هاك ميلر
هاك ميلر (بالإنجليزية: Hack Miller) هو لاعب كرة قاعدة أمريكي، ولد في 1894 في نيويورك في الولايات المتحدة، وتوفي في 17 سبتمبر 1971 في أوكلاند في الولايات المتحدة.

## وصلات خارجية
- هاك ميلر على موقعبيزبول رفرنس.كوم (الدوري الرئيسي) (الإنجليزية)
- هاك ميلر على موقعبيزبول رفرنس.كوم (الدوري الثانوي) (الإنجليزية)